# Efrejtor Bakalovo
Efrejtor Bakalovo (bulgariska: Ефрейтор Бакалово) är ett distrikt i Bulgarien.   Det ligger i kommunen Obsjtina Krusjari och regionen Dobritj, i den nordöstra delen av landet, 400 km öster om huvudstaden Sofia.
Trakten runt Efrejtor Bakalovo består till största delen av jordbruksmark. Runt Efrejtor Bakalovo är det ganska tätbefolkat, med 78 invånare per kvadratkilometer.